# Culinária da Escócia
A culinária da Escócia tem muito em comum com a culinária da Inglaterra, mas apresenta características particulares e recipientes próprios. A comida robusta, rica em gordura e carne, e a tendência dos escoceses em fritar tudo (deep fry) está contribuindo para o aumento dos problemas cardíacos e da obesidade. Enquanto frutas frescas e vegetais estão entrando na dieta, muitos escoceses, particularmente com salários mais baixos, ainda têm dietas bem pobres, o que provoca muitos problemas de saúde.
Apesar disso, a cozinha escocesa vive uma renascença e já existem vários restaurantes no país com estrelas no Guia Michelin (famoso chefe de cozinha Gordon Ramsey). Em muitas cidades encontram-se restaurantes chineses, indian take-away, tailandeses, japoneses e mexicanos, juntos com os tradicionais fish and chips.

## História
A cozinha tradicional escocesa depende muito de ingredientes como tubérculos e raízes, cevada, aveia, ovinos, frutos do mar e peixes, especialmente bacalhau. Os fazendeiros e os pobres tinham pouco acesso à carne. Os seus pratos incluíam sopas, tais como scotch broth ou cock-a leekie, com muitos vegetais e um pequeno pedaço de carne (carne de carneiro, bovino e aves). Os pratos eram temperados com sal e pimenta devido à falta dos outros ingredientes. O porridge, feito com aveia, era temperado tradicionalmente com sal ou açúcar.

## Marcos da cozinha escocesa
Scotch whisky

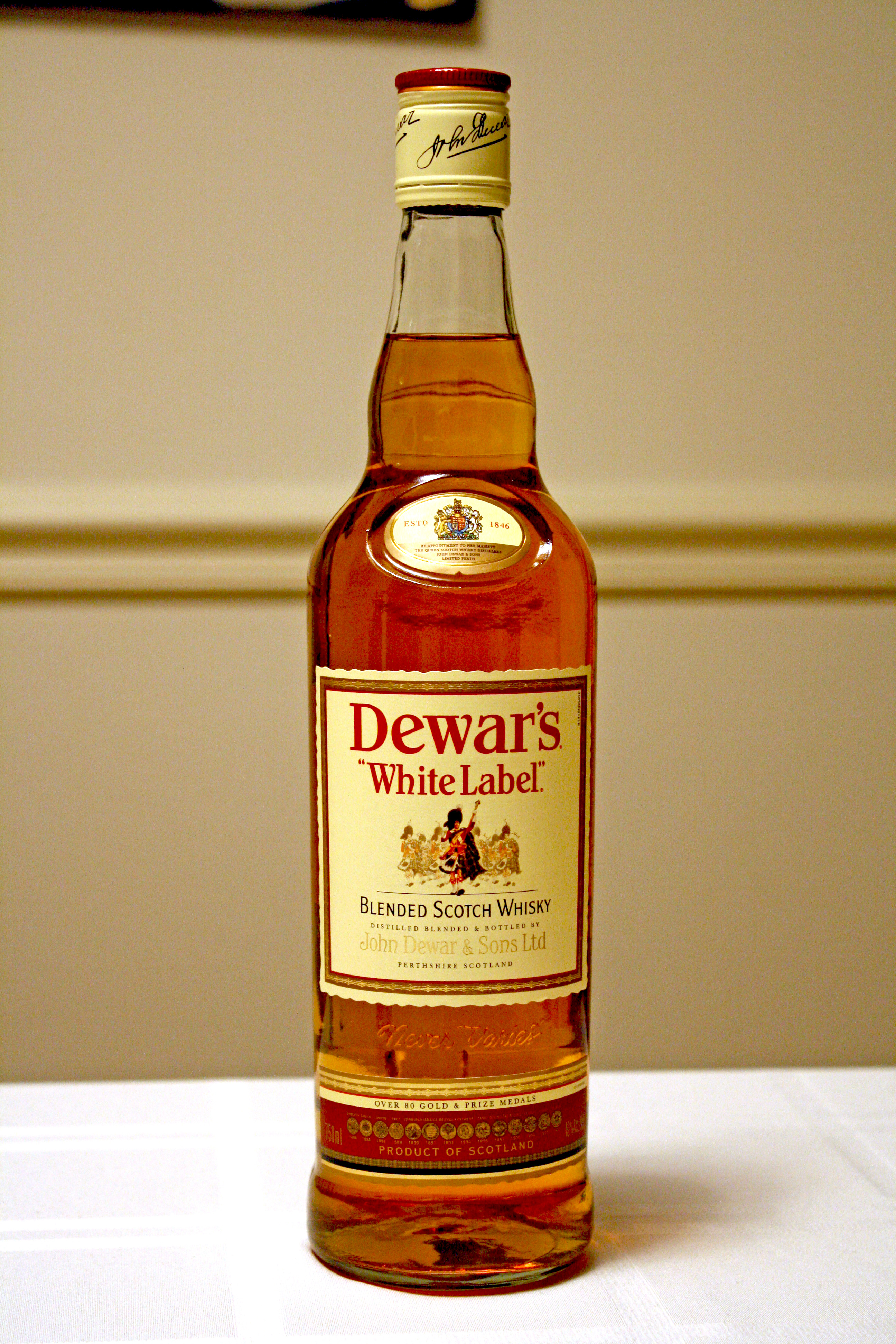
Blended scotch whisky

A etiqueta tem a designação Scotch whisky, escrito exactamente assim, podendo a palavra whisky ser escrita, algumas vezes em letra maiúscula. Se no rótulo é identificado por Scottish whisky ou Scotch whiskey, é com certeza uma falsificação. 
Fora da Escócia, utiliza-se muito a palavra scotch para designar o whisky da Escócia. Na Escócia, a palavra scotch quase não é utilizada, pois quando dizem whisky referem-se ao whisky do seu próprio país.
Existem quatro categorias de Scotch whisky:
- Single malt, 100% cevada preparada com malte feito numa destilaria só.
- Single grain, feito de cereais numa destilaria só (podem ser vários tipos de cereais).
- Vatted, mistura de single malt whisky's de mais de uma destilaria.
- Blended grain, mistura de grain whisky's de mais de uma destilaria.

Blended Scotch, mistura de single malt e grain, usualmente de várias destilarias.
O whisky produzido na Escócia é 90% do tipo blended Scotch. Ele normalmente consiste de 10-50% de malte whisky. Quanto mais alta a percentagem de malte, mais alta a qualidade do whisky. 
Cerveja da Escócia
Ale já é produzido na Escócia há cinco mil anos, no início com spelt (Dinkel), aromatizado com ervas ou flores do prado. No fim do século XIX, lúpulo substituiu as ervas. Mesmo assim, as técnicas provadas da produção e o aditivo dos ingredientes antigos permaneceram mais tempo em uso na Escócia que no resto da Grã-Bretanha. Há muitas pessoas que dizem que a cerveja na Escócia se desenvolveu diferente da cerveja feita no sul da fronteira.
Caboc
É um queijo cremoso com 67-69% de gordura. Historicamente, foi um queijo para a gente rica, diferente do crowdie, que é feito dos produtos secundários da separação da nata do leite e assim, era para os pobres.
O caboc é o queijo mais antigo da Escócia, cheio das lendas. Ele vem das terras altas da Escócia e é conhecido desde o século XV. Ainda hoje, a receita é um segredo e passa da mãe para a filha (a lenda diz, que a receita chegou da Irlanda).
O produtor atual é Mrs. Suzanne Stone of Tain, que trabalha com uma equipe de oito mulheres locais e o queijo é vendido no selo Highland Fine Cheese Ltd.. Uma lenda explica porque o queijo tem uma camada com farinha de avelã.
Crowdie
É um queijo cremoso. Ele é muitas vezes comido com oatcakes (bolos de aveia) e recomendado antes de um ceilidh, uma dança tradicional gaélica, porque dizem que ele está aliviando os efeitos do whisky. A estrutura é mole e esmigalhada.
Salada de Glasgow
É uma porção de chips (frito) servido em papel e molhado generosamente com sal e vinagre.
Gravy
É um caldo engrossado, saído da carne e dos vegetais durante o cozimento. Acompanha o roast dinner (jantar com carne assada) ou sunday roasts (famoso roast beef no domingo).
Steak pie
É feito de bife guisado e gravy de boi, fechado em massa (tipo pastel). Muitas vezes, uma mistura de vegetais está incluído.
Red pudding
É um pudim vermelho que consiste de carne de porco bem temperada e gordura, formando uma salsicha até 9 polegadas. Ele é muito servido nos chip shops, como alternativa ao peixe frito (deep fried) ou embrulhado na massa. O pudim vermelho come-se quente e ele não é tão seco com o pudim preto e branco.
Cranachan
É a sobremesa tradicional da Escócia. Atualmente é feito de uma mistura de nata batida (a receita original é com queijo crowdie), whisky, mel e framboesas frescas. Antigamente, foi uma comida de verão, no tempo das framboesas; hoje é servido nos casamentos e eventos especiais.
Cullen skink
É uma sopa de bacalhau com batatas e cebola, muitas vezes servida como entrada num jantar convencional escocês com farinha de aveia tostada em cima.
Sliced sausage (square ou lorne sausage)
A linguiça quadrada é considerada uma delicadeza na Escócia. A carne consiste de picadinhos de porco, boi ou uma mistura das duas, e é formada em quadrado e cortada em fatias de espessura de um centímetro. É um favorito no café da manhã na Escócia.
Hash food
É uma mistura de carne bovina (muitas vezes restos de corned ou roast beef), cebola, batatas e temperos, todos amassados em uma massa grossa e cozida. O corned beef primeiro é conservado em salmoura e, depois, submetido à cocção de mijotê (simmering).
Scotch broth
É uma uma sopa nutritiva com os seguintes principais ingredientes: cevada, um corte barato de bovino ou cordeiro, vegetais como cenouras, nabos, repolho e alho-poró. A sopa tem que cozinhar muito tempo. Encontra-se no mundo inteiro.
Cock-a-leekie soup
É uma sopa de galinha com alho-poró e batatas.
Mars frito
Mars frito consiste numa barra de chocolate Mars frita envolvida num tipo de polme normalmente utilizado para fritar peixe e outros alimentos.
Pizza frita
Pizza frita consiste numa pizza levada a fritar, envolvida num tipo de polme normalmente utilizado para fritar peixe e outros alimentos.

## Cotação
Os escoceses atribuem aos flocos de aveia as qualidades e os méritos da raça: força de vontade, perseverança, energia e generosidade. O Dr. Samuel Johnson (1709-1784) define a aveia como sendo um grão que na Inglaterra é geralmente dado aos cavalos, mas na Escócia sustenta o povo. Mas os escoceses retrucam que, por isso mesmo, a Inglaterra é celebre por seus cavalos e a Escócia por seus homens.